# Cráneo de Florisbad
El cráneo de Florisbad es un cráneo humano fosilizado, perteneciente según algunos autores a la especie Homo helmei, que fue descubierto en 1932 por el profesor Thomas Dreyer en el sitio de Florisbad, a unos 50 km de Bloemfontein, Sudáfrica. El fósil conserva el lado derecho de la cara, la mayor parte de la frente y parte de la bóveda superior y las paredes laterales. Junto al cráneo se encontró una muela del juicio, que en 1996 fue datada en 259 000 años antes del presente a partir de dos muestras de esmalte.

## Clasificación
Dreyer lo describió como Homo helmei para enfatizar sus diferencias tanto con los fósiles de Homo sapiens, como con los de otras especies de Homo. Posteriormente fue clasificado como H. sapiens arcaicus o asignado a Homo heidelbergensis o a su contraparte africana Homo rhodesiensis. En realidad, el cráneo de Florisbad, presenta una forma intermedia entre H. heidelbergensis u H. rhodesiensis y H. sapiens: Günter Braüer propuso un marco para estudiar la evolución hasta H. sapiens en África, con dos fases reconocibles, la primera representada por los cráneo de Kabwe (prototipo H. rhodesiensis) y Elandsfontein (cerca de Saldanha) y algunos otros especímenes de África oriental, en tanto que la siguiente fase estaría representada por el cráneo Florisbad.
En 2020, un estudio de su morfología neurocraneal encontró que la curvatura de la escama frontal está definitivamente dentro de la variación humana moderna, aunque la fosa craneal anterior es muy amplia, comparable a la de los neandertales. Por el contrario, el lóbulo parietal y las redes vasculares son más similares a la morfología observada en especies humanas más arcaicas, como Homo heidelbergensis. Según estos resultados, podría representar una población muy temprana de Homo sapiens o a un grupo extinto perteneciente a otro linaje humano paralelo.
Robert Foley y Martha Mirazón Lahr consideraron que H. helmei estaba asociado al origen y a la difusión desde África de las primeras tecnologías desarrolladas por los humanos modernos. Sally McBrearty y Alison Brooks estudiaron la relación entre la aparición del moderno comportamiento humano y el grupo de nueve fósiles, en que incluyeron el cráneo de Florisbad, grupo designaron como H. helmei.
Más recientemente, Philp Rightmire clasificó los fósiles africanos de Bodo, Elandsfontein, Ndutu, Omo 2 y el de Broken Hill en un grupo diferenciado de otro, del que haría parte el cráneo de Florisbad, junto con LH 18 (Ngaloba, en Laetoli), KNM-ER 3884 y Omo 1, grupo este último, que representaría la población antecedente inmediata de los primeros H. sapiens. También se considera que presentan morfología similar al cráneo de Florisbad, los especímenes de Djebel Irhoud.